# Zmajeva kugla Z
Zmajeva kugla Z (Doragon Bōru Zetto) je nastavak popularne anime serije Zmajeva kugla. Zmajeva kugla Z je identična adaptacija drugog (i mnogo dužeg) dela mange Zmajeva kugla koju je napisao i nacrtao japanski crtač mangi Akira Torijama. Ova anime serija prikazuje likove, situacije i neke priče koje nisu prisutne u originalnoj mangi. Zbog toga veliki broj fanova nije priznao ovu seriju kao nastavak originalne Zmajeve kugle.
Serija prati avanture odraslog Sajonca Son Gokua, koji zajedno sa svojim prijateljima, brani planetu Zemlju od raznih vrsta neprijatelja. Dok originalna serija Zmajeva kugla prati Gokua od detinjstva do odrastanja, Zmajeva kugla Z prati njega kao odraslog čoveka, a u isto vreme prati i odrastanje njegovog sina, Gohana. Razlika u odnosu na originalnu seriju je sve primetljivija kasnije u seriji kada ona dobija mnogo dramatičniji ton.
Posle Zmajeve kugle Z, priča o Son Gokuu i njegovim prijateljima nastavljena je u anime seriji Zmajeva kugla GT. Ova serija nije zasnovana na originalnoj mangi koju je napisao Akira Torijama.
Akira Torijama je kasnije napravio humorističku parodiju na ovaj serijal pod nazivom Neko Majin Z (neki likovi iz Zmajeve kugle Z su se nekoliko puta pojavljivali u ovoj parodiji), ali ova manga je napravljena kao parodija, a ne kao nastavak originalne mange.

## Emitovanje
Anime serija je prvi put prikazana u Japanu 26. aprila, 1989. na Fudži TV-u, u sedam časova i završila se 31. januara 1996. U SAD-u serija je prikazivana između 1996. i 2003, ali ne uvek na istoj televiziji i sa istim prevodima teksta. Serija je prikazivana u Ujedinjenom Kraljevstvu na Kartun Netvorku, sa istim problemima u prevodu teksta. Serija je počela 6. marta 2000. i trajala je do 2002, sa Madžin Bu sagom koja je prikazana na CNX-u dok su Fjužn i Kid Bu saga bile prikazane na istom programu koji je promenio naziv u „Tunami“. Serija je završila prikazivanje u Ujedinjenom Kraljevstvu 28. februara 2003. Kada se serija završila ponovo se prikazivala svakog dana na Tunamiju koji je ponovo promenio ime u Kartun Netvork TOO.
Za srpsko jezičko područje, kao i originalni serijal, i Generaciju Zed je krajem devedesetih godina dvadesetog i početkom dvadeset i prvog veka sinhronizovala MAT produkcija. Likovima su glasove pozajmljivali Vladan Savić, Valentina Pavličić, Nenad Nenadović, Marica Vuletić i Dragan Vujić. Glavnoj postavi glasovnih interpretatorima dodat je Nikola Bulatović. Tonsku obradu priredio je Filip Jovanović. Međutim, prevedene su samo prva saga i početak druge, što čini 52 epizode. Za izvorni snimak uzeta je francuska verzija, koja odgovara japanskoj, dok su uvodna i završna špica bile instrumental francuske verzije, sa pratećim vokalom. I ovaj serijal je originalno emitovala RTV Pink, sa nekoliko reemitovanja, a zatim i mnoge lokalne televizije.
Godine 2011. Generaciju Zed je resinhronizovao studio Laudvorks, za potrebe TV Ultra. Pored već dve prevedene sage, prevedene su još dve (ili jedna, zavisi od načina računanja), pa je sveukupno na srpskom jeziku dostupno prvih 105 epizoda ovog serijala od inače 291 epizode, a prve 52 u dve verzije. I ovaj serijal je puštan na nekoliko lokalnih televizija. Za izvorni snimak korišćena je originalna japanska verzija, kao i nemačka (za većinu epizoda) i Kartun Netvork-ova cenzurisana verzija, tako da su neke brutalnije scene cenzurisane da bi bile prilagođene mlađim gledaocima. Za razliku od dotadašnjih sinhronizacija, u ovoj je uvodna špica prevedena i prilagođena srpskom jeziku. Korišćena je nemačka verzija uvodne špice.

## Lista saga
- (Epizode 1-39) - Saiyan Saga
- (Epizode 40-67) - Namek Saga
- (Epizode 68-74) - Ginyu Saga
- (Epizode 75-107) - Frieza Saga
- (Epizode 108-117) - Android Saga
- (Epizode 118-125) - Android Saga
- (Epizode 126-139) - Android Saga
- (Epizode 140-152) - Imperfect Cell Saga
- (Epizode 153-165) - Perfect Cell Saga
- (Epizode 166-194) - Cell Games Saga
- (Epizode 195-209) - 
- (Epizode 210-219) - World Tournament Saga
- (Epizode 220-231) - Babidi Saga
- (Epizode 232-253) - Majin Buu Saga
- (Epizode 254-275) - Fusion Saga
- (Epizode 276-291) - Kid Buu Saga

## Priča
Sajonska saga
Na početku „Zmajeve kugle Z“ Goku je već osnovao porodicu sa Či-Či sa kojom ima sina Gohana. Iznenada se na Zemlji pojavljuje Radis, Gokuov brat. Radis informiše Gokua o njegovom Sajonskom poreklu i kako je kao mali poslat na Zemlju da je uništi, ali da je sve to zaboravio kada je glavom udario o kamen. Kada Goku odbija da nastavi misiju zbog koje je poslat na Zemlju, Radis ga pobeđuje u borbi i kidnapuje Gohana kako bi naterao Gokua da se predomisli.
Da bi pobedili Radisa, Pikolo i Goku udružuju snage. Iako su zajedno mnogo jaki, ipak nisu dovoljno za Radisa. Radis će pobeđivati sve dok ga Goku ne uhvati s leđa i nagovori Pikola da ih ubije obojicu.
Pre nego sto umre, Radis saopštava Pikolou i Gokuu da će se na Zemlju za godinu dana spustiti Sajonci (ili Sajanci u Laudvorksovoj sinhronizaciji) koji su mnogo jači od njega. Kako bi ih zaustavio, Goku trenira da bude još jači. Na drugom svetu (raju) prelazi Stazu Zmije i stiže do Kralja Kaja koji će ga trenirati. Kod Kralja Kaja uči nove tehnike i značajno povećava svoju snagu. Njegovi prijatelji na Zemlji su uspeli da sakupe svih 7 Zmajevih kugli i oživljavaju ga baš u trenutku kada su Sajonci pobeđivali u borbama.
Kada je Goku stigao na Zemlju, većina boraca i njegovih prijatelja je poginulo. Napa je ubio Jamaču, Tenšinhana, Pikola i Čaosa. Goku je sada toliko jak da je veoma lako i brzo uspeo da pobedi Napu, ali kada se borio sa Vegetom, morao je da pruži svoj maksimum. Vegeta je mnogo jači od Gokua, ali Goku dobija malu pomoć od Gohana i Krilina koji su tu samo da zbune Vegetu. Na kraju borbe Krilin je krenuo da zada završni udarac i da ubije Vegetu, ali ga Goku zaustavlja i pušta Vegetu da ode sa Zemlje. Goku se nadao da će Vegeta, pošto mu je pošteđen život, postati dobar.
Namek Saga
Krilin, Gohan i Bulma odlaze na planetu Namek kako bi pronašli Zmajeve kugle sa te planete s namerom da ožive svoje prijatelje. Na putu da se priključi svojim prijateljima u potrazi, Goku trenira sa 100 puta jačom gravitacijom od Zemljine.
Još jednom Goku stiže sa zakašnjenjem na borbu, ali taman na vreme da spasi Krilina, Gohana i Vegetu od Frizinih pomoćnika Ginju Snage (-{Ginyu Force}-). Gokua će iznenaditi napad Kapetena Ginju koji ima sposobnost da se prebacuje iz jednog tela u drugo. Ginju prvo teško ranjava sebe, pa zatim prelazi u Gokuovo telo. Goku uspeva da povrati svoje telo tako što će se podmetnuti ispred Vegete kada Ginju bude pokušao da zameni telo sa Vegetom.
Posle te borbe Gokua prebacuju u komoru kako bi ga oporavili za sledeću borbu u kojoj se bore jedni od najjačih boraca u svemiru, Vegeta i Friza. Borba Frize i „Z Boraca“ je veoma napeta i čini se da je Friza suviše moćan za svoje protivnike. Čak i Gokuov najjači napad, „Bomba duša“ neće imati nekog efekta na Frizu. Friza ubija Krilina i teško ranjava Pikola, ali tada Goku iznenada povećava svoju snagu i uspeva da se pretvori u legendarnog Super Sajonca. On uspeva da pobedi Frizu nekoliko trenutaka pre nego što planeta Namek eksplodira. Njegovi prijatelji koji su na Zemlji veruju da je Goku poginuo.
Android Saga
Kada se Goku vratio na Zemlju, on se suočio sa polu-sajoncem Tranksom, sinom Vegete i Bulme. Pošto ga je iskušao u borbi, Tranks daje Gokuu lek koji će ga zaštititi od bolesti koja će ga zadesiti u budućnosti. Takođe će ga upozoriti na dva androida koji će se pojaviti na Zemlji za tri godine i koji će imati zadatak da unište Zemlju.
U toku borbe sa Androidom #19 Goku je mnogo bolji i jači, ali iznenada ga sustiže bolest na koju ga je upozorio Tranks i on se povlači iz borbe. A Androida #19 uništava Vegeta. Goku je sve borbe sa androidima propustio zbog bolesti.
Kada je Sel apsorbovao Androida #17 i transformisao se u svoju drugu formu, Goku, Gohan, Vegeta i Tranks odlaze u Hiperboličnu vremensku komoru gde će trenirati godinu dana (a za to vreme na Zemlji če proći jedan dan). Vegeta i Budući Tranks prvi ulaze u komoru. Oni su toliko ojačali da su se jednostavno poigravali sa Selom u njegovoj drugoj formi. Vegeta dozvoljava Selu da apsorbuje Androida #18 kako bi bio još jači jer Vegeta ne želi da se bori sa slabim protivnikom. Sel se posle transformacije pretvorio u Perfektnog Sela, i tada su Vegeta i Tranks shvatili da ne mogu da se bore protiv Sela jer je suviše jak za njih. Umesto da ih dokrajči Sel organizuje turnir -{Cell games}-. Na tom turniru Goku će uspeti da se suprotstavi Selu, ali ni to nije dovoljno da se porazi Sel. Zato Goku odlučuje da u borbu pošalje Gohana koji ima samo 11 godina. Goku čak smatra da je Gohan jači od njega jer je on sada u napretku sa snagom i on značajno jača kada je ljut.
Gohan se veoma dobro borio sa Selom i bio je isprovociran od Sela da postane Super Sajonac 2, ali Gohan ga nije pobedio kada je imao priliku. Goku je prisiljen da se uključi u borbu i koristi svoju tehniku „Trenutno Prebacivanje” (-{Instant Transmission}-) kada je Sel hteo da izvrši samouništenje i samim tim da uništi Zemlju, ali Goku uspeva da izvrši svoju tehniku prebaci Sela i sebe kod Kralja Kaja gde Sel eksplodira uništavajući sebe i planetu Kralja Kaja, Gokua i Kralja Kaja. Taman kad su svi mislili da je gotovo Sel sa vraća još jači nego ranije. Posle teške borbe Gohan uz pomoć svih ostalih uspeva da konačno porazi Sela.
Bu saga
U zagrobnom životu Goku je proveo nekoliko godina na Drugom Svetu kako bi trenirao i učio. Tamo je upoznao nove prijatelje koji su došli sa svih strana Univerzuma i koji su bili idealni za borbu. Trenirajući sa njima, Gokuova snaga se drastično povećala. Jednog dana Goku dobija specijalno odobrenje da učestvuje na Turniru svetskih borilačkih veština ali samo jedan dan. On tamo susreće Videl, Gohanovu devojku iz srednje škole, koja je izgubila od boraca koji su jači od nje, Spopovića i Jamua. Njih je kontrolisao zli čarobnjak Babidi.
Superiorni Kai i njegov pomoćnik Kibito upozoravaju Z borce na Babidijev plan da oživi veoma opasnog monstruma, Madžin Bua. Z borci prate Spopovića do Babidijevog broda. Kada su ušli u brod, oni su morali da se bore sa Babidijevim pomoćnikom Daburom, kraljem svih demona, koji može da pretvori ljude u kamen.
Uz pomoć Babidija, Vegeta ponovo prelazi na stranu zla (Babidi ima sposobnost da kontrolise zlu stranu Vegetinog srca) i Goku je primoran da se bori sa Vegetom kao Super Sajonac 2 u dugo očekivanoj borbi. Goku zaustavlja borbu kada saznaje da je Madžin Bu pušten i da se udružio sa Vegetom kako bi porazio Bua. Vegeta udara Gokua kako bi se on sam suočio se Buom. U toku borbe Vegeta ne može u potpunosti da parira Buu i zato odlučuje da izvrši samouništenje kako bi ubio i sebe i Bua. Napad nema efekta na Bua jer se posle njega regeneriše.
Ubrzo posle buđenja, Goku ne može da oseti ni Vegetu ni Gohana i zato pretpostavlja da su poginuli. Odlazi kod Kamija i tamo ga leči Dende. Kada su se svi okupili, Goku im saopštava loše vesti. Sa malo vremena na Zemlji Goku odlučuje da nauči Tranksa i Gotena umetnosti spajanja (fuzije) koju je naučio na Drugom svetu tako da oni mogu imati neke šanse protiv Bua. Kada se Bu sprema za novo uništenje, Goku odlučuje da dozvoli Tranksu da ode do Zapadnog grada kako bi uzeo Zmajev radar pre nego što ga uništi Bu zajedno sa celim gradom. On govori Buu da će u roku od dva dana dobiti protivnika koji će se boriti protiv njega. Goku pred svima pokazuje svu svoju snagu kao Super Sajonac 3. Goku je tada bio mnogo jači od Bua, ali ta transformacija mu je oduzimala mnogo energije i skraćivala vreme na Zemlji. Kako bi pomogao ljudima koji su ostali na planeti, Goku moli Bua da sačeka dva dana dok se ne pojavi borac koji će se boriti sa njim.
U zagrobnom životu Goku saznaje da je Gohan živ i da trenira kod Superiornog Kaja. Dok Gohan trenira, Goku posmatra borbu na Zemlji kroz kristalnu kuglu. Gohan, koji je svoju snagu mnogo pojačao, odlazi na Zemlju kako bi se suočio sa Buom. Ali on biva prebaren od strane Bua, pa zato Ro Dai Kaiošin odlučuje da da svoj život kako bi Goku ponovo oživeo i otišao da Zemlju. Goku dobija Potaru (minđuše za fuziju) sa planom da izvrši fuziju sa Gohanom. Ali Gohan gubi minđušu, i dok je traži, Goku odlučuje da se pretvori u Super Sajonca 3. U toku borbe Bu je apsorbovao Gohana.
U to vreme Vegeta biva oživljen i Goku odlučuje da sa njime izvrši fuziju. Novi borac se zove Vegeto.
Vegeto je mnogo nadjačao Super Bua, ali mu kasnije dozvoljava da ga apsorbuje u sebe kako bi spasao Gohana, Gotena, Tranksa i Pikola. U unutrašnjosti Bua, Vegetova transformacija prestaje da deluje. Dok su bežali sa svojim prijateljima, Vegeta uspeva da iz Super Bua izbaci Debelog Bua i samim tim Super Bua pretvori u Kid Bua.
Pre nego što će Kid Bu uništiti Zemlju, Kibito Kaj uspeva da preostalo stanovništvo Zemlje prebaci na svoju planetu. Ali pošto je planeta Zemlja uništena, samim tim su poginuli i Pikolo, Gohan, Goten i Tranks. Kid Bu uspeva da ih pronađe i tada Goku odlučuje da mu se suprotstavi. Ali Goku nije bio ni približno jak kao Bu pa je morao da pređe u svoju Super Sajonsku formu 3 da bi mu se ravnopravno suprotstavio. Ovde Vegeta priznaje da je Goku zaista jači od njega i da je to što je bio na Zemlji umesto na Vegeti (planeti) napravilo od njega boljeg ratnika od onoga što je on ikad bio. Međutim ni u Super sajonskoj formi Goku ne može da parira Kid Buu jer je izgubio veliku energiju zbog transformacije.
Zato Kibito Kaj i Dende putem tehnike trenutnog teletransporta idu na planetu Namek, skupljaju Zmajeve kugle i od zmaja Polunge traže da stvori novu planetu Zemlju i da oživi pobijene Zemljane. Polunga je to uradio i onda je Goku rekao Dendeu putem telepatije da zaželi da mu Polunga da snagu. Na to zmaj Polunga odgovara da mu samo može vratiti izgubljenu snagu. Snaga mu se vraća, a onda Goku formira Genki Dama napad i zamoli sve Zemljane da mu daju energiju tako što će podići ruke ka nebu. Zahvat uspeva i Kid Buu je uništen, a Goku u tom trenu zaželi da se Kid Buu reinkarnira u dobrog čoveka da bi se opet borio sa njim.
Od tad su prošle godine, na turniru borilačkih veština se pojavljuje Goku sa unukom, Gohanovom petogodišnjom kćerkom Pan koja se takođe prijavila na turnir. Na turnir se je prijavio i desetogodišnji dečak Uub koji je zapravo reinkarnacija Kid Buua. Goku odmah shvati ko je on i bori se sa njime. Videvši koliki ima potencijal, odlazi sa njim da ga trenira. Ovde se Zmajeva Kugla Z serijal završava.

## Filmovi
Postoji petnaest filmova iz serije Zmajeva Kugla Z:
1. Mrtva zona (1989)
2. Najjači na svetu (1990)
3. Drvo moći (1990)
4. Lord Slug (1991)
5. Kulerova osveta (1991)
6. Kulerov povratak (1992)
7. Super robot trinaestica (1992)
8. Broli — legendarni super sajonac (1993)
9. Bodzak je oslobođen (1993)
10. Brolijev drugi dolazak (1994)
11. Bio-Broli (1994)
12. Tehnika spajanja je preporođena (1995)
13. Zmajev gnev (1995)
14. Bitka bogova (2013)
15. Povratak Friza (2015)

Postoje dva specijala:
1. Bardok, Gokuov otac (1990)
2. Tranksova prošlost (1993)

Imaju i OVA (Originalna video animacija) sadržaji:
1. Plan uništenja Sajonaca (1993)
2. Povratak Gokua i njegovih prijatelja (2008)
3. Plan uništenja Super Sajonaca (2010)
4. Epizoda o Bardoku (2011-12)

## Popularnost
Popularnost Zmajeve Kugle Z je ogromna. Posle više od 15 godina, serijal je stekao ogromnu popularnost među decom i odraslima u celom svetu. To je najviše zbog toga što serija ima veoma reprezentativan prikaz pobede dobra nad zlom, pobede ljubavi nad mržnjom, značaj porodice i prijatelja kao i upornu strast za ostvarivanjem ciljeva. Serija sadrži veoma visok nivo naučne fantastike, i ističe se tuča među likovima što je doprinelo ogromnoj popularnosti među adolescentima koji su uz nju odrasli.
Zmajeva Kugla Z takođe igra veliku ulogu u doprinošenju popularnosti anime u zapadnjačkoj kulturi. Iako su prve dve sezone 1996. godine prikazivane na različitim kanalima u SAD-u, 31. avgusta 1998. Kartun Netvork je počeo da prikazuje šou u Tunamijevom delu za akciono-orijentisane serijale. Tunami je ovaj šou proglasio za najbolji akcioni crtani film svih vremena. Ovaj crtani je podigao popularnost Tunamija, ali ne znajući uradio i mnogo više od toga. Nova popularnost Zmajeve Kugle Z doprinela je velikom interesovanju za japanske crtane filmove u očima zapadne omladine, što je dovelo zapadnjačku industriju anime na nove visine.

## Uloge
| Lik (ime u MAT Produkcija/Laudvorksovoj sinhronizaciji) | Srpski glas (E1–52) (MAT produkcija) | Srpski glas (S1–4) (Laudvorks) |
| ------------------------------------------------------- | ------------------------------------ | ------------------------------ |
| Goku                                                    | Nenad Nenadović                      | Milan Tubić                    |
| Gohan                                                   | Nikola Bulatović                     | Andrijana Oliverić             |
| Vegeta/Vegita                                           | Nikola Bulatović                     | Tomaš Sarić                    |
| Bulma/Bolma                                             | Marica Vuletić                       | Mariana Aranđelović            |
| Pikolo                                                  | Dragan Vujić                         | Marko Mrđenović                |
| Krilin                                                  | Dragan Vujić                         | Predrag Damnjanović            |
| Roši                                                    | Vladan Savić                         | Marko Mrđenović                |
| Čiči                                                    | Valentina Pavličić                   | Andrijana Oliverić             |
| Friza                                                   | Dragan Vujić                         | Marko Marković                 |
| Tien                                                    | Dragan Vujić                         | Predrag Damnjanović            |
| Kralj Kai                                               | Nikola Bulatović                     | Marko Marković                 |
| Jamača/Jamča                                            | Vladan Savić                         | Tomaš Sarić                    |
| Čaucu                                                   | Vladan Savić                         | Ivana Aleksandrović            |
| Radis/Radic                                             | Vladan Savić                         | Marko Marković                 |
| Napa                                                    | Nenad Nenadović                      | Marko Marković                 |
| Zarbon                                                  | Nenad Nenadović                      | Pavle Jerinić                  |
| Lanč                                                    | Valentina Pavličić                   | Mariana Aranđelović            |
| Pripovedač                                              | Dragan Vujić                         | Bora Nenić                     |
| Uvodna i odjavna špica                                  | /                                    | Dejan Gladović                 |

## Spoljašnje veze
- Zmajeva kugla